# 117387 Javiercerna
117387 Javiercerna è un asteroide della fascia principale. Scoperto nel 2004, presenta un'orbita caratterizzata da un semiasse maggiore pari a 2,6281303 UA e da un'eccentricità di 0,1922172, inclinata di 10,25831° rispetto all'eclittica.